# Katodová trubice
Katodová trubice je obvykle skleněná, více či méně vakuovaná či zředěným plynem plněná baňka či trubice, osazená minimálně dvěma elektrodami (anodou a studenou či žhavenou katodou), mezi nimiž po připojení k elektrickému napětí prochází v prostředí trubice elektrický proud. Konstrukce katodových trubic se velmi liší podle účelu, k nimž jsou konstruovány.

## Funkce
Stěnou baňky či trubicemi prochází hermeticky zatavené elektrody. Po přiložení dostatečně vysokého elektrického napětí na tyto elektrody začne uvnitř trubice mezi elektrodami procházet elektrický proud, přičemž dochází ke vzniku tzv. katodového (proud elektronů z katody směrem k anodě) a kanálového (proud kladných iontů směrem ke katodě) záření. Charakter záření závisí na tlaku plynů uvnitř trubice. Kladné ionty vznikají interakcí elektronů vyletujících z katody s molekulami plynové náplně. Se snižujícím se tlakem plynů uvnitř trubice (tedy se snižujícím se počtem molekul plynu) se snižuje i počet ionizací a v trubici převládá katodové záření. Výzkum katodového záření sehrál významnou roli ve výzkumu složení hmoty a také vedl k objevu rentgenového záření.
Katodová trubice je základem konstrukce mnoha součástek, jakými jsou např. světelné výbojky, rentgenky či obrazovky.

## Rozdělení katodových trubic

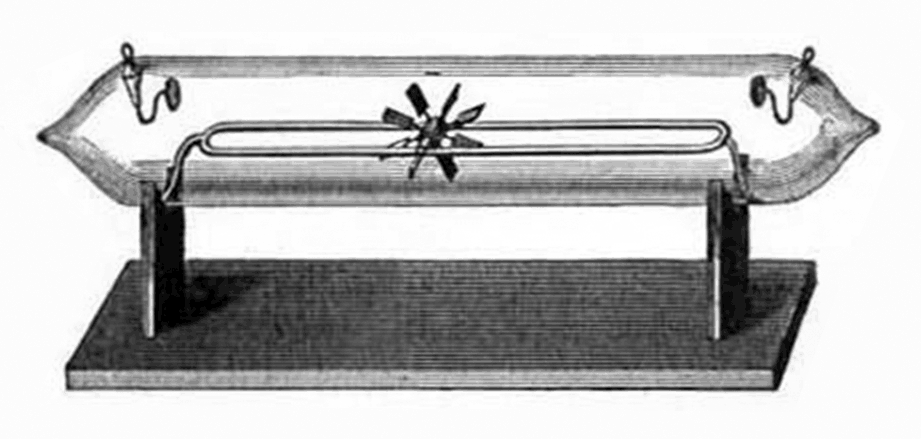
Crookesova katodová trubice

- experimentální
  - Crookesova trubice
- světelné zdroje (různé výbojky)
  - neonové trubice
  - zářivky
  - doutnavky
- elektronky
- vakuové obrazovky (CRT)
- rentgenky